# Вивијан Френч
Вивијан Френч (енгл. Vivian June Isoult French, Бедфордшир, 1945) британска је списатељица текстова сликовница, романа, драма за децу и младе. Написала је више од 250 књига - укључујући сликовницу Oliver's Vegetables (1995), серијал књига под насловом The Tiara Club коју је илустровала Сара Гиб (2005) и The Most Wonderful Thing in the World (2015) коју је илустровала Ангела Барет.

## Живот
Вивијан Френч рођена је у Бедфордширу, а школовала се на Универзитету Екетер. Радила је као глумица у Националној књижевној лиги и локалном аматерском позоришту. Поред писања књига прича за малу децу, писала је и драме и поезију.
Вивијан Френч је ментор на Одељењу за илустрације на Универзитету ликовних уметности у Единбургу. Такође је суоснивач Picture Hooks, менторске шеме за младе професионалне илустраторе.
Вивијан Френч је 2016. године именована чланом Реда Британског царства (МБЕ) на Новогодишњим признањима за заслуге за књижевност, писменост, илустрацију и уметност.

## Дела
- One ballerina two (Једна балерина две), 1991
- Once upon a time (Некада давно), 1993 (са Џоном Пратером)
- Caterpillar, caterpilla (Гусеница, гусеница), 1993
- Lazy Jack (Лењи Џек), 1995
- A song for little toad (Песма за малу жабу), 1995
- Oliver's vegetables (Оливерово поврће), 1995
- Oliver's fruit salad(Оливерова Воћна салата), 1998
- The story of Christmas (Божићна прича), 1998
- Growing frogs (Жабе које расту), 2000
- A present for Mom (Поклон за маму), 2002
- Baby Baby (Беба беба), 2002
- I love you, Grandpa (Волим те, деко), 2004
- T. Rex, 2004
- The Story House (Кућа прича), 2004
- Принцеза Алиса и чаробно огледало, 2005, (илустровала Сара Гиб)
- Принцеза Шарлота и рођендански бал, 2005, (илустровала Сара Гиб)
- Принцеза Дејзи и заносни змај, 2005, (илустровала Сара Гиб)
- Принцеза Емили и лепа вила
- Принцеза Софија и блиставо изненађење
- Принцеза Кети и сребрни пони
- Henny Penny, 2006
- The robe of skulls (Огртач лобања), 2007
- The bag of bones (Врећа костију), 2008
- The heart of glass (Срце од стакла), 2009
- The flight of dragons (Лет змајева), 2010
- The snarling of wolves(Режање вукова), 2014
- The music of Zombies (Музика зомбија), 2014
- Yucky worms (Гадни црви), 2009, (илустровала Џесика Алберг)
- The Adventures of Alfie Onion (Авантуре Алфија Лука), 2016
- Mountain Mona (Планина Мона)
- Polly’s Pink Pyjamas (Полина розе пиџама), 2010